# ماري الفرنسية كونتيسة شامبانيا
ماري من فرنسا (بالفرنسية: Marie de France)‏ (1145 - 11 مارس 1198) هي أميرة فرنسية وكونتيسة شامبانيا وأيضا حكمتها كالوصية بين عامي 1179 حتى 1181 وأيضا 1190 حتى 1197.
هي ابنة لويس السابع ملك فرنسا وزوجته الأولى إليانور دي آكيتاين، تم إلغاء زواج والديها في 1152، ولكنها عاشت مع شقيقتها أليس مع والدها، في حين والدتها سرعان ما أصبحت ملكة إنجلترا بزواجها من هنري الثاني، كان لماري العديد من الأخوة بما في الملوك فيليب الثاني من فرنسا وجون ملك إنجلترا وريتشارد الأول ملك إنجلترا.

## زواجها
في عام 1160 تزوج والدها من أديلا من شامبانيا، وبذلك أصبحت مخطوبة هي وشقيقتها أليس من أشقاء أديلا، وبعد خطبة أرسلت إلى دير أفيناي في شامبانيا لتعليمها، وفي 1164 تزوجت من هنري الأول، كونت شامبانيا؛ وكان لديهم أربعة أبناء:-
1. هنري الثاني، كونت شامبانيا (1166 - 1197).
2. شولاستيك (حوالي. 1172 - 1219)؛ تزوجت من ويليام الرابع من ماكون.
3. ماري  (حوالي. 1174 - 1204)؛ تزوجت من بالدوين الأول، إمبراطور القسطنطينية اللاتينية.
4. ثيوبالد الثالث، كونت شامبانيا (1179 - 1201).

## الوصاية
ماري حكمت شامبانيا عندما ذهب زوجها للحج في الأراضي المقدسة منذ 1179 حتى 1181، وبينما زوجها كان بعيداً؛ توفي والدها لويس السابع، وأصبح أخيها الغير شقيق فيليب ملكاً قام بمصادرة أراضي والدتها في فرنسا وأيضا تزوج من إيزابيلا من هينو التي كانت مرشحة للزواج من ابنها الأكبر، مما دفع ماري إلى الانضمام إلى النبلاء الساخطين - بما في ذلك الملكة أديلا ورئيس أساقفة ريمس - في التآمر ضد فيليب، وفي نهاية المطاف تحسنت علاقاتها مع شقيقها الملك، توفي زوجها أثناء رحلة العودة من الأراضي المقدسة، والآن أصبحت أرملة مع أربعة أطفال صغار، كانت على وشك الزواج من فيليب من فلاندرز، ولكن هذا الارتباط كُسِر فجأة ولأسباب غير معروفة، أصبحت ماري مرة أخرى حاكمة شامبانيا أثناء مغادرة ابنها إلى الحملة الصليبية منذ عام 1190 حتى وفاته في 1197.